# Liolaemus baguali
Liolaemus baguali är en ödleart som beskrevs av  José Miguel Cei och SCOLARO 1983. Liolaemus baguali ingår i släktet Liolaemus och familjen Tropiduridae. Inga underarter finns listade i Catalogue of Life.